# Szent László király templom (Sárbogárd)
A Szent László király templom 1894-ben emelt katolikus templom Sárbogárd településen, Mezőföld kerületben.
Aba településről érkezett jezsuita szerzetesek gondoskodtak a templom működéséről. 1770 után Sárszentmiklós filiája volt, plébániaként pedig 1862-től funkcionál. Anyakönyveit és Historia Domusát szintén 1862-ben nyitották meg.
A sárbogárdi Szent László király templom plébánosai a 19. századtól a következők voltak: Vinis Ferenc 1862–, Győry Béla 1869–, Fodor Ferenc 1885–, Schmal György 1913–, Balogh Károly 1927–, Sándy János 1927–, Gaál Balázs 1930–, Láng József 1932–, Mayer József 1933–, Galamb Imre 1958–, Barbély Pál 1964–, Nagy Mihály 1978–, Gerendai Sándor 1991–, 1992–től Kispál György lett az adminisztrátor, Mészáros János 2000–től. Kanyóné Somogyi Tünde világi lelkipásztor munkatársként, katekétaként szolgálja a sárbogárdi lakosságot.